# Allactaga sibirica
Allactaga sibirica là một loài động vật có vú trong họ Dipodidae, bộ Gặm nhấm. Loài này được Forster mô tả năm 1778.